# Marilyna pleurosticta
Marilyna pleurosticta és una espècie de peix de la família dels tetraodòntids i de l'ordre dels tetraodontiformes.

## Hàbitat
És un peix de clima tropical i demersal.

## Distribució geogràfica
Es troba al Pacífic occidental.

## Observacions
És inofensiu per als humans.